# Хазары
Хаза́ры (ивр. כזר‎ «хазар», קזר «казар», כוזרים «кузарим», араб. الخزر‎ «ал-хазар», перс. خزر‎ «хазар», ср.-греч. Χάζαροι «хазари», арм. խազիր «хазир», др.-рус. коꙁаре, лат. Chazari) — тюркоязычный кочевой народ. Стал известен в Восточном Предкавказье (равнинный Дагестан) вскоре после гуннского нашествия.

## Этноним
Имя хазары является самоназванием, его этимология до конца не ясна. По одной из версий, происходит от тюркской основы kaz — обозначающей кочевание. Также высказаны предположения, что оно восходит:
- к перс. هَزَارْ‎, hâzâr — «тысяча» (Анатолий Новосельцев),
- к титулу кесарь (Абрахам Поляк, Андраш Рона-Таш),
- к тюркскому глаголу со значением «угнетать», «притеснять» (Луи Базен).

Хазарским назывались Чёрное и, реже, Азовское моря (в то время влияние хазар в Крыму было очень сильным). Также именем хазар в ближневосточных языках называется Каспийское море (см. Хазарское море). На суше название «Хазария» дольше всего сохранялось за Крымом и Северным Причерноморьем (в византийских и итальянских источниках до XVI века).

## Происхождение

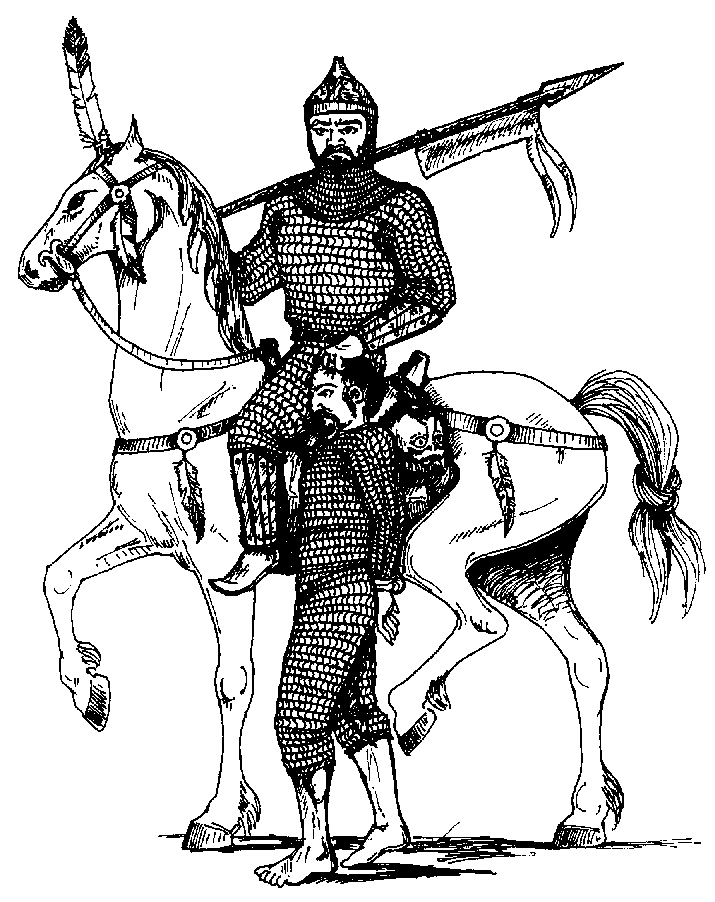
Хазарский воин с пленником. Рисунок Нормана Финкельштейна, по мотивам изображения кочевника на кувшине из Надьсентмиклошского клада

По мнению некоторых исследователей (Борис Заходер), хазарский этнос имел дуалистическую основу, объединяя два главных племени — белых и чёрных хазар (калис-хазары и кара-хазары). Сторонники другой точки зрения (Михаил Артамонов, Анатолий Новосельцев) считают это деление не этническим, а социальным и указывают на более сложную организацию. В тесной связи с хазарским племенным союзом находились барсилы, савиры, баланджары и др. В дальнейшем они были частично ассимилированы. Наиболее близки к хазарам были барсилы, в паре с которыми они часто упоминаются в начальный период истории, а страна Берсилия выступает в источниках исходным пунктом, из которого начинается хазарская экспансия в Европе.
Относительно происхождения хазар и их прародины высказаны следующие гипотезы:
- Хазары являются потомками гуннского племени акацир, известного в Европе с V века (Александр Гадло, Омельян Прицак).
- Хазары имеют уйгурское происхождение, от центрально-азиатского народа ко-са, упомянутого в китайских источниках. (Дуглас Данлоп) (см. основную статью Уйгурская теория происхождения хазар).
- Хазары являются потомками эфталитов, мигрировавших на Кавказ из Хорасана (Восточный Иран) (Дитер Людвиг).
- Хазары происходят от племенного союза, сформированного огурами, савирами и на завершающем этапе алтайскими тюрками (Питер Голден, Михаил Артамонов, Анатолий Новосельцев, Дьюла Немет).

Последняя точка зрения (в разных вариациях) занимает доминирующее положение в российской и украинской науке.
В средневековых генеалогических легендах хазары возводились к потомку Ноя Тогарме. В еврейской литературе они иногда признавались потомками колена Симеона.
Хазарский язык, судя по сохранившимся словам, принадлежал к тюркской языковой семье, предположительно, к её булгарской группе.

## Территория расселения, политическая экспансия
До VII века хазары занимали подчинённое положение в сменявших друг друга кочевых империях. В 560-е годы оказались в составе Тюркского каганата, после распада последнего в середине VII века создали собственное государство — Хазарский каганат (650—969), который стал одним из самых долговечных кочевых объединений в этом регионе.
Первоначально обитая в районе к северу от Дербента в пределах современного равнинного Дагестана, хазары стали расселяться в контролируемых регионах: в Крыму, на Дону и особенно в Нижнем Поволжье, куда в VIII веке была перенесена столица государства. Несколько групп хазар в результате длительных войн против Ирана и Арабского халифата были насильно переселены в Закавказье. Позже хазарское происхождение имели многие высокопоставленные гулямы Аббасидского халифата. Также известно о существовании хазарского гарнизона в Константинополе и хазарско-еврейской общины в Киеве (урочище Козары существует в Киеве и по сей день). В первой половине IX века три хазарских рода, называемых каварами, из-за политических междоусобиц покинули страну и присоединились к венграм, вместе с которыми пришли в Паннонию и в дальнейшем ассимилировались.

## Культура, религия и социальная система
Социальная организация в целом не отличалась от подобных этнополитических образований кочевников, но по мере становления государственности прогрессивно эволюционировала. Первоначально выборные правители уступили место наследственной династии каганов, которая, в свою очередь, сменилась диархией кагана и бека. К X веку от кочевого образа жизни хазары перешли к полукочевому, зимнее время проводя в городах.
Религиозные верования состояли из общетюркских языческих ритуалов, характерной чертой которых было поклонение богу Тенгри и обожествление кагана. Благодаря географическому положению и веротерпимой политике правительства в хазарскую среду интенсивно проникали христианство и ислам. В VIII—IX веках часть хазар во главе с правящим родом перешла в иудаизм.
Общей для Хазарского каганата считается салтово-маяцкая археологическая культура, но твёрдо связанные с собственно хазарами памятники пока не идентифицированы.

## Исчезновение, возможные потомки
Упадок хазар произошёл после разгрома Хазарского каганата древнерусским войском во главе со Святославом Игоревичем в 965 году. Позже хазары растворились в среде тюркоязычных кочевых народов, вошедших впоследствии в состав Золотой Орды.
Какая-то часть этнических хазар, исповедовавших иудаизм, по всей вероятности, влилась в состав центральноевропейских еврейских общин. Потомками хазар считают себя многие представители тюркоязычных иудейских народностей — караимов и крымчаков. Хазарские корни, возможно, имеют некоторые народы Северного Кавказа — в частности, кумыки.
Проблема потомков хазар является предметом разнообразных теорий и спекуляций в популярной литературе.

## Палеогенетика
У образцов из Ростовской области определили Y-хромосомные гаплогруппы R-P224 (№ 67, 531, 1251, 1986), C-M130 (№ 656, 1564), G-P257 (№ 457), Q-М1105 (№ 619), Н-М231 (№ 1566).

## Галерея археологических находок (салтово-маяцкая культура)

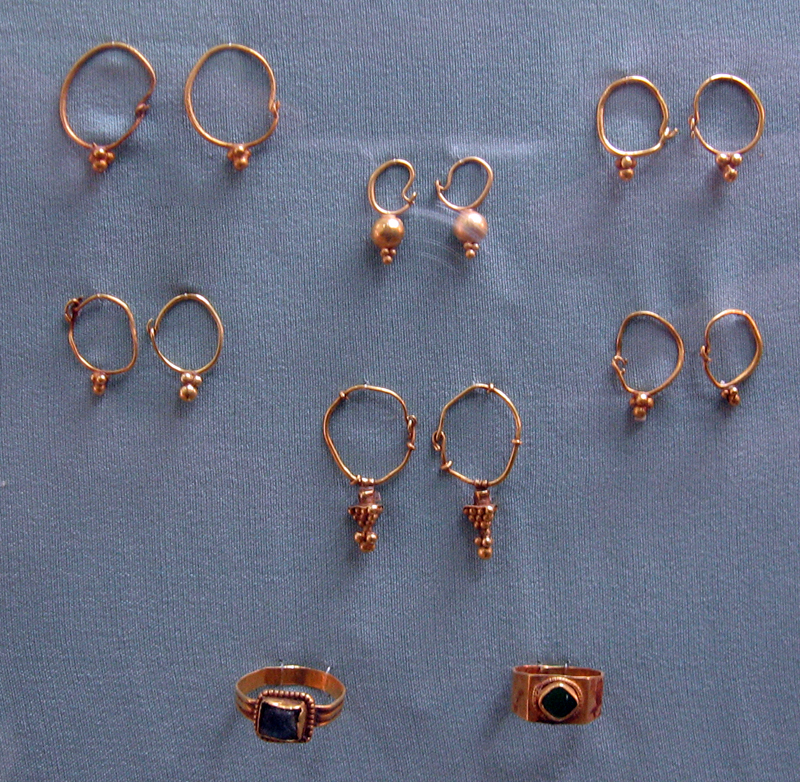
Женские украшения, VIII—IX века
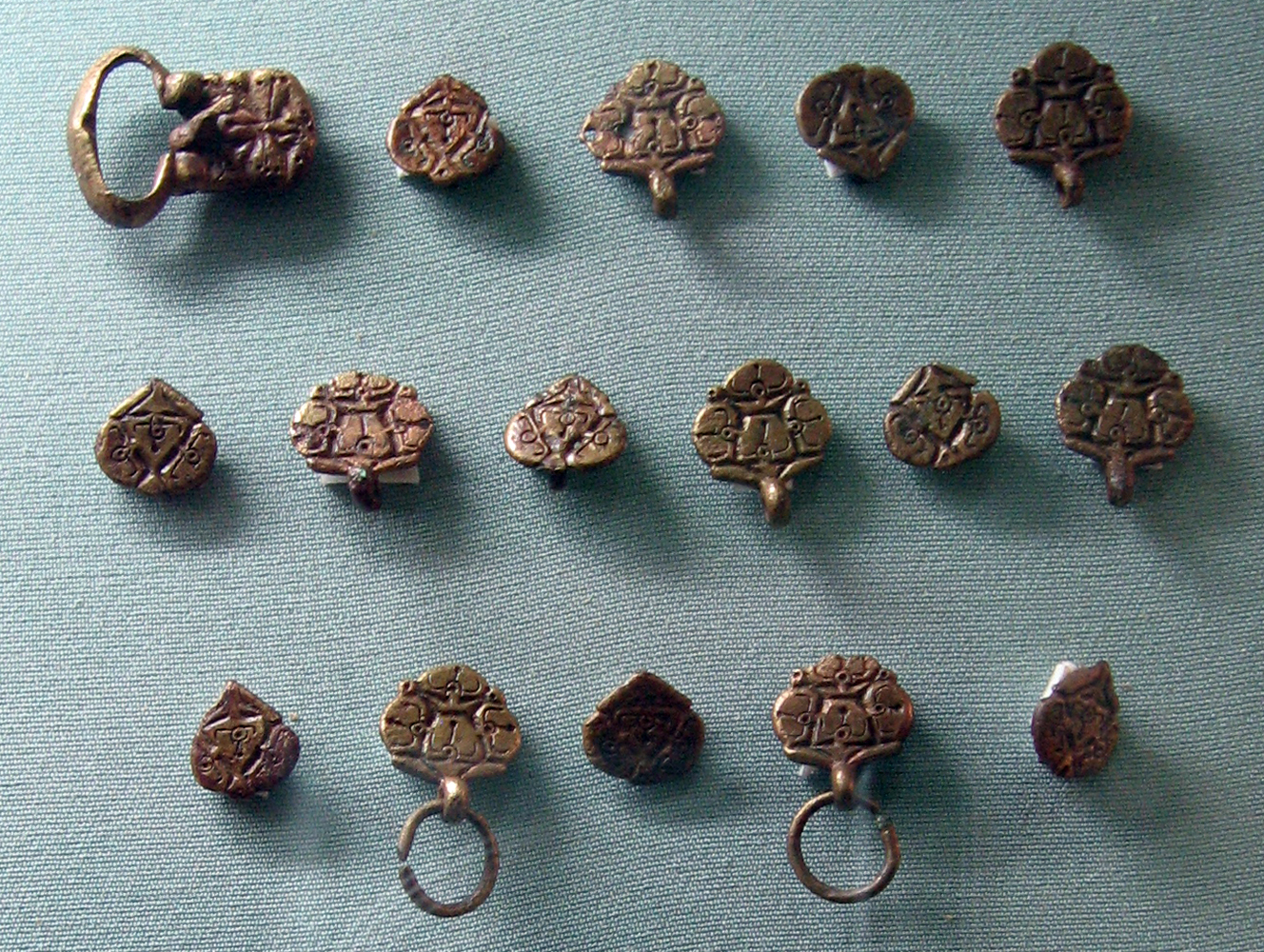
Детали мужского поясного набора, VIII—IX века
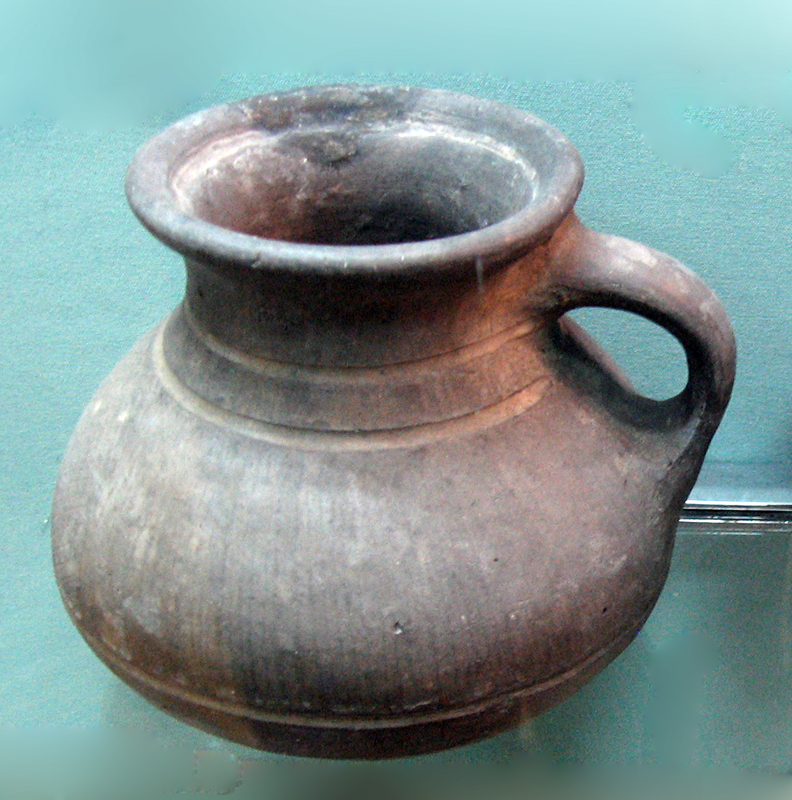
Посуда
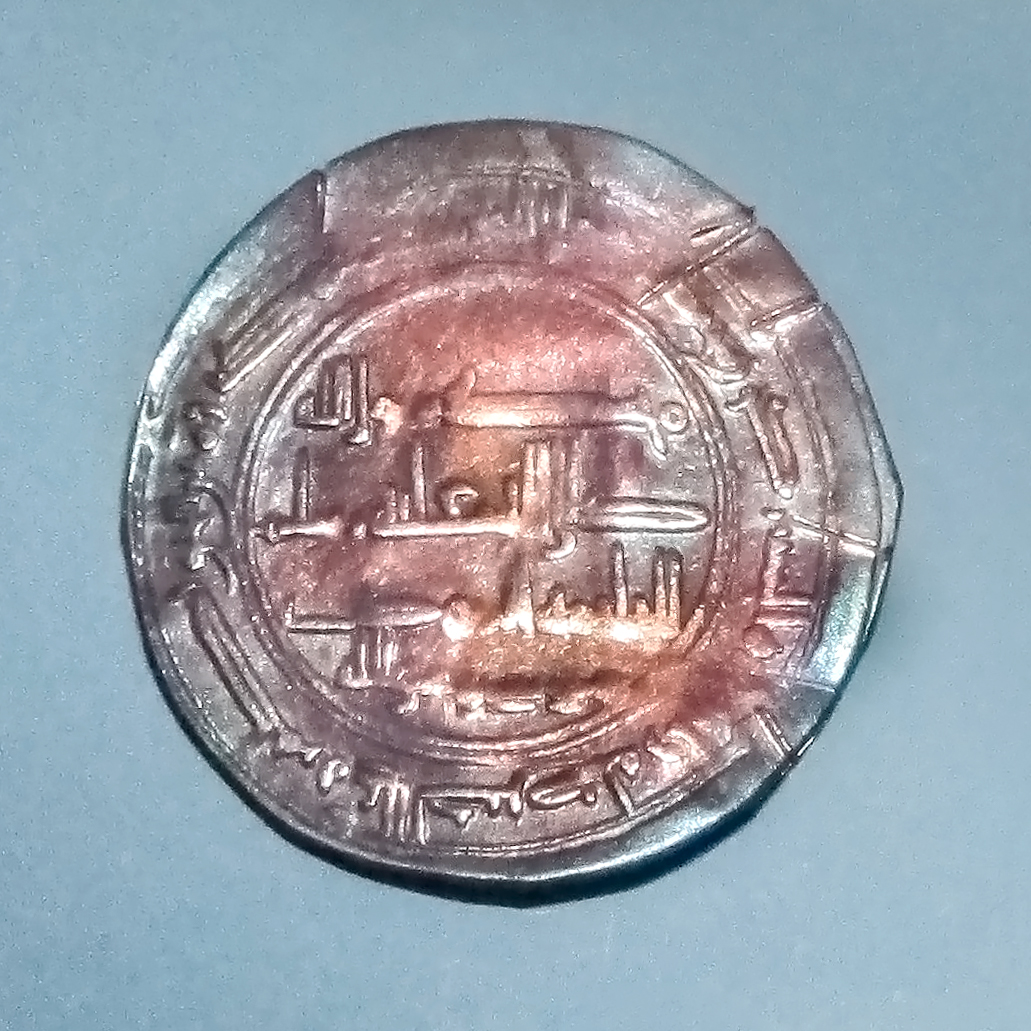
Хазарская монета IX века